# 폴리데우케스 (위성)

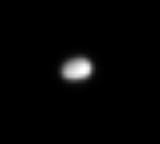
폴리데우케스.

폴리데우케스 (Polydeuces) 또는 토성 XXXIV (34)는 토성의 위성이다.
2004년 10월 24일 Cassini Imaging Team에 의해 발견되었지만, 2004년 10월 21일에 찍은 사진과 임시이름 S / 2004 S 5가 주어졌다. 이전 카시니 영상에 대한 후속 검색 결과 그것은 2004년 4월 9일까지 거슬러 올라간다.
토성 시스템에서 4 개의 알려진 라그랑주 궤도 함수중 폴리데우케스는 라그랑주 점에서 가장 멀리 방황한다. Dione 뒤의 거리는 33.9 °에서 91.4 °까지 790.931 일의 기간으로 다양하다 (비교를 위해 L5 트레일 디오네 60 °). Polydeuces의 진동은 올챙이 궤도의 몇 가지 특성을 취할 정도로 충분히 크며, 디오네쪽으로 또는 멀리에서의 여행 사이의 명확한 비대칭 성으로 입증된다. 한주기의 과정에서, 폴리데우케스의 궤도 반경도 디오네 (Dione)와 관련하여 약 7660km 정도 차이가 난다.

## 같이 보기
- 텔레스토 (위성)
- 야누스 (위성)